# جون غوستن
جون غوستن (بالإنجليزية: Jon Gustin)‏ هو لاعب غولف أمريكي، ولد في 7 مايو 1932 في كنتاكي في الولايات المتحدة، وتوفي في 9 أبريل 1994.